# Raymond Roussel
Raymond Roussel (París, 20 de gener de 1877 - Palerm, 14 de juliol de 1933) va ser un poeta, novel·lista, dramaturg, músic i jugador d'escacs francès. Amb les seves novel·les i obres va exercir una forta influència sobre alguns grups del segle xx, com els surrealistes, Oulipo i els autors de la nouveau roman.

## Joventut

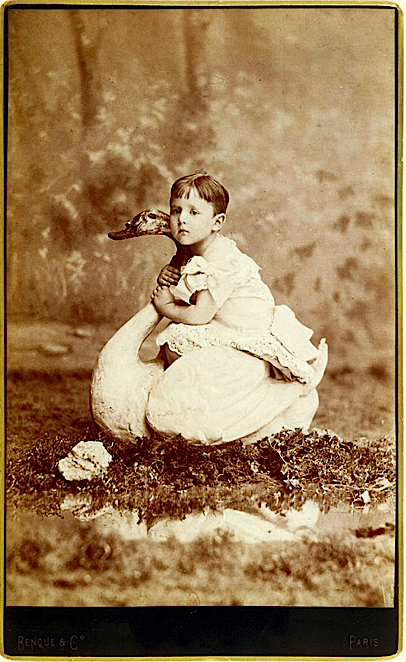
Raymond als 3 anys (retrat - targeta de visita de l'estudi de Wilhelm Benque, Paris).

Raymond Roussel va néixer el dissabte 20 de gener del 1877, a les 6 del matí, al boulevard Malesherbes, 25 (Paris), en una família molt rica. Els seus pares eren Eugène Roussel, de 47 anys, agent de canvi i borsa i fill d'un advocat d'apel·lacions normand, i Marguerite Moreau-Chaslon, de 30 anys, filla del president del consell d'administració de la "Compagnie générale des omnibus", Aristide Moreau-Chaslon. Era el petit de tres fills, i tenia un germà, Georges, i una germana, Germaine. Als 16 anys fou admès al Conservatoire national supérieur de musique de París, a la classe de piano. Després dels estudis musicals, durant els quals va assajar la composició, tot i que sense èxit, als disset anys decideix de fer, únicament, poemes, amb una versificació perfecta, i escriu dia i nit durant llargs períodes.
El 1883, la família Roussel deixa el bulevard Malesherbes i s'instal·la en un "hôtel particulier", a la rue de Chaillot, 50, que passarà a ser el número 20 de la rue Quentin-Bauchart, i constituirà el domicili de Roussel des del 1928 fins a la seva mort.
El 1894, quan ell té 17 anys, la seva mare, la seva germana i ell mateix hereten la fortuna del pare, mort el 6 de juliol. Aquesta fortuna, estimada en aquell moment en uns 49 milions de francs-or, serà administrada pel pare de Michel Leiris.

## Primers escrits
Raymond Roussel comença a escriure versos per acompanyar les seves composicions musicals. Als 17 anys escriu "Mon âme", un poema llarg publicat tres anys més tard a Le Gaulois.
El 1896 comença a escriure un poema llarg titulat "La Doublure". Durant la redacció d'aquesta obra té el que el anomenarà una «curiosa crisi» en la que, durant alguns mesos, té una «sensació de glòria universal d'una intensitat extraordinària». A l'octubre és a Milà amb la seva mare, i té un despertar a la vida i a la poesia.
La Doublure, publicat el 10 de juny de 1897, fou el seu primer llibre i un complet fracàs. Cau en una depressió, i és tractat pel psiquiatra Pierre Janet que descriurà el seu cas a "De l'angoisse à l'extase" (1926). Les seves manques d'èxit li provoquen veritables crisis de deliri.
Raymond Roussel és d'una extracció social similar a la de Marcel Proust i freqüenta els mateixos ambients mundans. El 1899 visita Jules Verne, a qui tenia en gran admiració. També admirava Pierre Loti i Paul Bourget.

## L'escriptor i el dramaturg
Quan aparegué Impressions d'Afrique, en 1910, quedà novament decebut. La novel·la tingué poc ressò. Un dels pocs que s'hi van interessar va ser Edmond Rostand, que proposà de fer-ne una «pièce extraordinaire» (obra de teatre extraordinària). Roussel en feu representar tres versions, però la crítica s'acarnissà sobre l'obra, i va acabar essent un fracàs. Malgrat això, Marcel Duchamp va dir que assistir a la representació d'aquesta obra va ser precisament el que el va decidir a orientar el seu art en una nova direcció a partir de llavors.
L'any 1911 va estar marcat per la mort de la seva mare l'octubre. La seva germana, Germaine Roussel (1873-1930), duquessa d'Elchingen, es va instal·lar a "l'hôtel particulier" familiar. Raymond marxava de tant en tant per reposar a la vil·la Chaslon-Roussel, situada al front marítim de Biarritz, construïda per Walter-André Destailleur i situada en un antic terreny de la família Bonaparte. Fou revenuda el 1917.
El mes de gener de 1914 aparegué la novel·la Locus Solus que no va tenir gaire millor acollida que les precedents. Durant la Primera Guerra Mundial va demanar de ser mobilitzat per servir com a xòfer al servei de l'exèrcit i ho obtingué. Feu tenyir tota la seva indumentària en senyal de dol. Va caure malalt el març de 1918 i passà la fi de la guerra a l'hospital. El 1919, gràcies sens dubte a la generositat dels seus donatius, va rebre la medalla commemorativa francesa de la Gran Guerra i la medalla interaliada anomenada de la Victòria.
Entre 1919 i 1921 Roussel va fer la volta al món. Va fer una estada llarga a Tahiti, seguint les passes de Pierre Loti, i hi va fer nombroses fotografies. El gestor dels seus afers, Eugène Leiris (pare de Michel) l'adverteix que per primer cop les seves despeses anuals, que assoleixen gairebé els 1,5 milions de francs, excedeixen els seus ingressos.
El 18 de setembre de 1922 Roussel va sol·licitar el registre d'una patent anomenada "Utilisation du vide à la non-déperdition de la chaleur pour tout ce qui concerne l'habitation et la locomotion" (utilització del buit per a la no-pèrdua del calor en tot el què es refereix a l'habitació i la locomoció): uns tubs de vidre al buit inserits dins dels envans, plafons i aplacats dels habitatges permeten de mantenir-hi un ambient atemperat. Per provar el seu aïllant, fa construir un gran cub en el seu jardí de Neuilly. La patent li és concedida el 14 de desembre de 1923.
El 1922 Roussel encarrega a Pierre Frondaie fer una adaptació teatral de Locus solus amb Gabriel Signoret com a cap de cartell, que és també un fracàs i provoca fins i tot baralles: la primera representació tingué lloc el 7 de desembre al Théâtre Antoine i convoca, ni més ni menys, a Maurice Fouret (1888-1962) per a la música, Paul Poiret per al vestuari i Émile Bertin (1878-1957) per als decorats. Espectacle car, pagat totalment per Roussel, li proporciona una forma de celebritat, fruit de l'escàndol.
El 5 de maig de 1924, pensant que les seves obres fracassaven perquè eren adaptacions, Roussel va escriure directament per a l'escena L'Étoile au front, que fou un altre fracàs, acompanyat de protestes i de baralles. Al respecte va deixar escrit: «Durant el segon acte, quan un dels meus adversaris cridà als que aplaudien: «Hardi la claque» ("Quina claca!"), Robert Desnos li respongué: «Nous sommes la claque et vous êtes la joue» ("Nosaltres som la claca..." en francès amb el doble sentit de "claque" teatral i de bufetada, "...i vosaltres sou la galta"). L'ocurrència tingué èxit i fou citada per diversos diaris.»
El 2 de febrer de 1926, al Théâtre de la Porte-Saint-Martin, es va representar La Poussière de soleils, la seva darrera obra dramàtica, amb decorats de Numa i Chazot. L'afluència fou enorme, i molts no hi anaren més que pel goig d'assistir a una sessió tempestuosa i jugar-hi el seu rol. No obstant, la representació es desenvolupà tranquil·lament. La crítica fou, no obstant, encara molt negativa. Al mateix temps, Roussel presentà a la premsa, en els jardins del seu "hôtel particulier" a Neuilly-sur-Seine (La Revue du Touring Club de France, L'Illustration) el seu invent, un «xalet-nòmada», en realitat un camió Saurer condicionat com a «maison roulante» (casa rodant), que anomenava la seva «roulotte», amb una sala d'estar, cambra de bany i allotjament del personal. Entre la fi del 1926 i l'inici del 1927, feu el trajecte París-Roma en roulotte i la va mostrar a Mussolini.
De tornada a Paris, decideix vendre el seu «hôtel» de l'avinguda Richard-Wallace, 25, a Neuilly (la transacció no quedarà conclosa fins al 1931). El mes de gener de 1928 és nomenat cavaller de la Legió d'honor per influència de Louis Barthou. Decideix anar a viure a casa de la seva germana, just abans de la mort d'aquesta el 1930, al carrer Quentin-Bauchard. Allí hi troba el seu nebot Michel Ney, a qui vol adoptar perquè hereti els seus béns sense costos fiscals, però no pot. Posteriorment decideix anar a viure a l'Hôtel Ritz de París.
Roussel feu diverses estades en una clínica de Saint-Cloud per problemes neuropsiquiàtrics. El 1931, feu una important donació a Marcel Griaule per a les seves expedicions i a Georges-Henri Rivière per al museu d'etnografia. Fou també en aquest any que va adquirir una concessió al cementiri de Père Lachaise i encarregà els plànols d'una tomba, però l'escultura i el monument no es van executar mai.
El novembre de 1932 apareix a les llibreries el darrer llibre publicat en vida seva, Nouvelles Impressions d'Afrique, que inclou 59 fotogravats de dibuixos a ploma sense llegenda que representen escenes enigmàtiques, signats per Henri-Achille Zo. Va patir nous problemes financers, segurament com un l'efecte de la crisi de 1929, que sembla que podria haver-lo arruïnat a finals d'aquell any.
Pòstumament (1935) va aparèixer la seva obra Comment j'ai écrit certains de mes livres, que va deixar preparada per a la seva publicació un cop fos mort. En ella explica el seu famós Procediment d'escriptura, un mètode que permet a qualsevol escriptor generar una història objectiva a partir d'unes dades donades. Un exemple rellevant de la seva obra escrita amb el Procediment és Locus Solus.

## Recepció en la cultura catalana
L'obra i la personalitat excèntrica de Roussel exercí una notable influència en Salvador Dalí. Fruit d'una col·laboració d'aquest amb José Montes-Baquer sorgí l'audiovisual "Impressions de la Haute Mongolie - Hommage à Raymond Roussel" (1975). L'any 2016, i prenent com a punt de partida el treball de Montes-Baquer, l'artista català Joan Bofill Amargós, al seu torn, va escriure, produir i dirigir el film documental Raymond Roussel: Le Jour de Gloire.
En la novel·la de Joan Vigó Haiku a Brooklyn (2018), el seu protagonista Antoni Russell s'ha considerat que evoca la figura de Raymond Roussel, i presenta similituds, pel que fa al seu projecte vital, amb el personatge de Locus Solus Martial Canterel.

## Obres
Ordre cronològic de l'edició original :
- La Doublure, Alphonse Lemerre éditeur, 1897
- « Mon Âme »,[20] poema publicat a Le Gaulois, 12 juliol 1897
- Chiquenaude, récit, Alphonse Lemerre éditeur, 1900
- « La Vue », poème,a Le Gaulois du Dimanche,[21] 18-19 avril 1903
- « Le Concert » a Le Gaulois du Dimanche, 27-28 juin 1903
- La Vue, suivi de Le Concert et La Source, Alphonse Lemerre éditeur, 1904
- « L'Inconsolable » a Le Gaulois du Dimanche, 10-11 septembre 1904
- « Têtes de carton du carnaval de Nice » a Le Gaulois du Dimanche, 26-27 septembre 1904
- « Nanon » a Le Gaulois du Dimanche, 14-15 septembre 1907
- « Une Page du folk-lore breton » a Le Gaulois du Dimanche, 6-7 juin 1908
- Impressions d'Afrique, publicada a Le Gaulois du Dimanche du 10 juillet au 20 novembre 1909; puis édité par Alphonse Lemerre, 1910.
- Locus Solus, Alphonse Lemerre éditeur, 1914.[22]
- « Quelques heures à Bougival » a Le Gaulois du Dimanche du 6 décembre 1913 au 28 mars 1914
- L'Allée aux lucioles, iniciada el 1914, inacabada[23]
- Pages choisies d'Impressions d'Afrique et de Locus Solus, Alphonse Lemerre, 1918
- L'Étoile au front, teatre, Alphonse Lemerre, 1925
- La Poussière de soleils, teatre, Alphonse Lemerre, 1927
- Nouvelles Impressions d'Afrique, seguida de L'Âme de Victor Hugo, Alphonse Lemerre, 1932
- Comment j'ai écrit certains de mes livres, Alphonse Lemerre, 1935
- Indications pour 59 dessins, Cahiers GLM, març 1939
- Flio, text inèdit présentat per Michel Leiris a Bizarre, 1964
- Épaves (1911-1932), À la Havane, Damiette, inédits, Pauvert, 1972
- La Seine suivi de La Tonsure, inédits, « Œuvres III », Fayard, 1994
- Les Noces, novel·la inèdita i inacabada, « Œuvre inédite » tome V-VI, Fayard, 1998

### Traduccions al català
- Impressions d'Àfrica (Impressions d'Afrique). Traducció d'Annie Bats i Ramon Lladó. Barcelona: Edicions 62, MOLU, 1991.
- Locus Solus. Traducció de Joaquim Sala-Sanahuja. Palma (Mallorca): Centre d'études Raymond Roussel - Lleonard Muntaner Editor, 2012.
- Noves impressions d'Àfrica (Nouvelles Impressions d'Afrique). Traducció de Jordi Vintró. Barcelona: LaBreu Edicions, 2014.
- El doblec, (La Doublure). Traducció Adrià Pujol. Barcelona: LaBreu Edicions, 2024.